# Patinação de velocidade nos Jogos Olímpicos de Inverno de 1924 - 5000 m masculino
A prova de 5000 metros da patinação de velocidade nos Jogos Olímpicos de Inverno de 1924 foi disputada no dia 26 de janeiro. Foi disputada por 22 patinadores de dez países.

## Medalhistas
| Ouro   | FIN Clas Thunberg   |
| Prata  | FIN Julius Skutnabb |
| Bronze | NOR Roald Larsen    |

## Resultados
| Pos. | Atleta                    | Tempo   |
| ---- | ------------------------- | ------- |
|      | FIN Clas Thunberg         | 8:39.0  |
|      | FIN Julius Skutnabb       | 8:48.4  |
|      | NOR Roald Larsen          | 8:50.2  |
| 4    | NOR Sigurd Moen           | 8:51.0  |
| 5    | NOR Harald Strøm          | 8:54.6  |
| 6    | USA Valentine Bialas      | 8:55.0  |
| 7    | NOR Fridtjof Paulsen      | 8:59.0  |
| 8    | USA Richard Donovan       | 9:05.6  |
| 9    | FRA Léonhard Quaglia      | 9:08.6  |
| 10   | FIN Asser Wallenius       | 9:12.8  |
| 11   | LAT Alberts Rumba         | 9:14.4  |
| 12   | SWE Eric Blomgren         | 9:14.6  |
| 13   | USA Charles Jewtraw       | 9:27.0  |
| 14   | USA Bill Steinmetz        | 9:35.0  |
| 15   | SWE Axel Blomqvist        | 9:48.8  |
| 16   | POL Leon Jucewicz         | 10:05.6 |
| 17   | BEL Gaston Van Hazebroeck | 10:13.8 |
| 18   | FRA André Gegout          | 10:15.2 |
| 19   | FRA George de Wilde       | 10:39.8 |
| 20   | GBR Albert Tebbit         | 11:01.0 |
| 21   | BEL Marcel Moens          | 11:30.4 |
| –    | CAN Charles Gorman        | DNF     |

- DNF: Não completou a prova.